# Église Saint-Pierre-et-Saint-Paul de Chaintreaux
 (août 2015).
Si vous disposez d'ouvrages ou d'articles de référence ou si vous connaissez des sites web de qualité traitant du thème abordé ici, merci de compléter l'article en donnant les références utiles à sa vérifiabilité et en les liant à la section « Notes et références ».
L’église Saint-Pierre-et-Saint-Paul est un édifice religieux situé dans la commune de Chaintreaux en Seine-et-Marne.
Elle est inscrite à l'inventaire supplémentaire des monuments historiques.

## Histoire
L’église date du Moyen Âge. À cette époque, la paroisse de Chaintreaux appartenait principalement à la léproserie de Néronville, près de Château-Landon, et aux seigneurs d'Égreville (des fiefs appartenaient également à l'abbaye de Cercanceaux, à la commanderie des Templiers de Beauvais-en-Gâtinais, au château du Boulay ainsi qu’à d'autres seigneurs voisins). L’église actuelle a été construite entre le XIIIe et le XVe siècle. Elle était initialement dédiée à saint Hubert puis à saint Pierre et saint Paul.
De nos jours Saint-Pierre-et-Saint-Paul fait partie du secteur paroissial de Lorrez-le-Bocage et du pôle missionnaire de Nemours, elle est toujours affectée au culte catholique. Elle dépend du diocèse de Meaux.
Elle est inscrite à l'Inventaire supplémentaire des monuments historiques depuis le 22 août 1949.

## Architecture

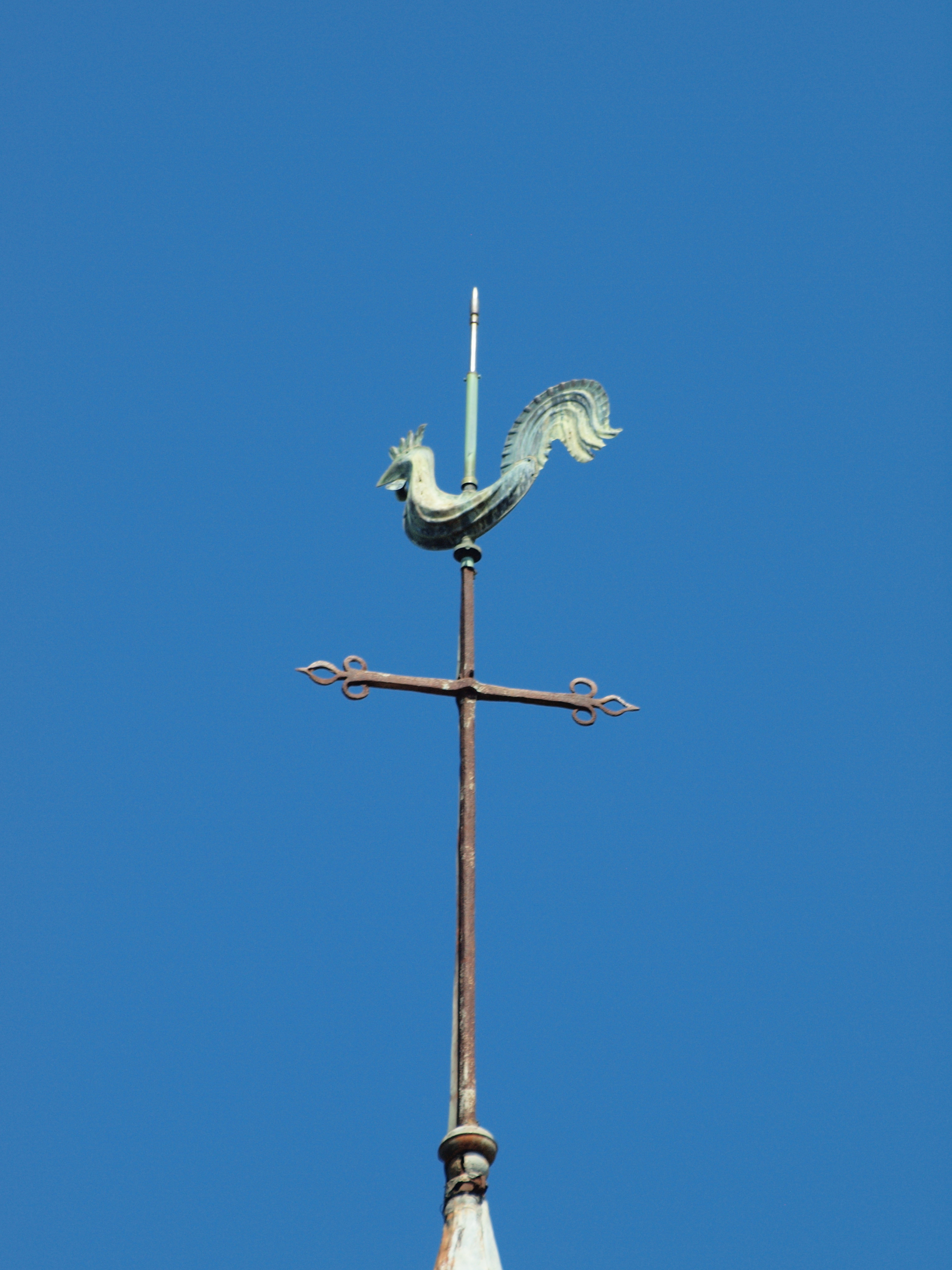
Coq du clocher.

L’entrée principale se fait par le clocher-porche qui, comme son nom l’indique, a été construit en avant-corps. Massif, en pierres taillées, il a certainement eu un rôle défensif au cours de l’histoire. Peut-être lors des guerres de religion. Il est surmonté d’une girouette représentant un coq, symbole du peuple français.
L’église est construite en pierre de Souppes. Sur le linteau de la porte latérale, ainsi que sur d’autres pierres taillées, est gravée une corne de chasse, rappelant la première dédicace de l’église à saint Hubert et la présence de ses reliques en ces murs.

### Chœur
Le maître autel, le tabernacle et le retable sont du XVIIe siècle. Alliant néo-classicisme et baroque, le retable en bois sculpté est décoré de colonnes à chapiteaux corinthiens, de peintures en trompe-l'œil imitant différents marbres, de guirlandes végétales, de chérubins joufflus et de rubans. Les nombreuses dorures donnent du relief à l’ensemble. La niche principale accueille une statue de la Vierge, les deux niches latérales abritent les statues en bois des saints patrons de l’église : Pierre et Paul. Le tabernacle, au centre, est le sanctuaire de l’église, le lieu où Dieu séjourne parmi les hommes. La porte du tabernacle est décorée d’un agneau couché sur une croix sur le livre de vie. L’agneau (représentant le christ sacrifié pour les Hommes) rayonne. Cette scène renvoie au livre de l’apocalypse de Saint Jean. L’autel est la table du sacrifice, c’est-à-dire de la messe. C’est un lieu de sacrement. Le tout a été classé le 9 mai 1967.
L'église est en particulier ornée d'une statue de la Vierge à l'Enfant du XIVe siècle en pierre, mesurant 1,14 mètre de hauteur. Elle provient de l’église Saint Eutrope et a remplacé récemment une imposante statue de plâtre de la Vierge de l’apocalypse. La Vierge Marie est présentée couronnée et voilée. Elle porte sur son bras gauche son fils Jésus, avec lequel elle échange un tendre regard. L’enfant Jésus est tout sourire. La Vierge tenait dans sa main droite un livre, symbolisant l’accomplissement des écritures (Ancien Testament) en la venue de Jésus. La statue, restaurée, conserve de belles traces de polychromie. Le traité des drapés est particulièrement réussi. Elle a été classée le 31 janvier 1938.
Saint Pierre, à gauche de la Vierge, est reconnaissable à ses deux clefs d’or et d’argent, situées au-dessus de sa niche, faisant écho à cette parole d’évangile : « Je te donnerai les clefs du royaume des cieux : ce que tu lieras sur la terre sera lié dans les cieux, et ce que tu délieras sur la terre sera délié dans les cieux. » Saint Pierre, juif, disciple de Jésus, est le premier pape de l’histoire. Il mourut en martyr crucifié pour sa foi. La basilique Saint-Pierre à Rome (Vatican) est construite sur sa tombe.
Saint Paul, à droite, est reconnaissable à l’épée située sur le haut de la niche, symbole de son martyre à Rome où il mourut décapité. Lui-même persécuteur de chrétiens, il se convertit sur le chemin de Damas alors qu’il s’apprêtait à de nouvelles arrestations et exécutions de Chrétiens lors d’une apparition qui le fit tomber de son cheval. Il devint à compter de ce moment-là un évangélisateur acharné. Il est considéré par les historiens comme le fondateur d’une religion chrétienne à part, séparée du judaïsme. La statue a perdu son épée.
Pierre et Paul sont souvent associés, aussi bien dans l'histoire du christianisme que dans la liturgie et les représentations artistiques. Ils sont considérés comme les fondateurs du christianisme. Ils sont fêtés le même jour : le 29 juin. À cette occasion, une messe est donnée dans cette église.
Le long des murs du chœur, des stalles sont alignées. Ces sièges fixes, en bois sculpté, à accotoirs communs, permettaient de séparer les membres du clergé en deux groupes distincts pour la récitation des psaumes et les chants. Ils permettent deux positions à leurs utilisateurs : assise ou, lorsque le fond mobile est relevé, debout avec appui sur une miséricorde. Cette petite console fixée à la partie inférieure du siège pliant permet de rester debout longtemps sans s’épuiser.

### Nef
Deux petites vitrines de 1855 se font face à la croisée des transepts, elles abritaient probablement les reliques de saint Hubert et de saint Éloi. Aujourd’hui deux petites statuettes (un berger et Saint Antoine de Padoue) y ont trouvé refuge.
Sur le mur de gauche figurent deux statues médiévales en bois peintes en gris :
- Près du chœur, une statue d’un saint évêque bénissant. Il pourrait s’agir de saint Éloi, dont des reliques reposaient dans cette église. En absence d’autre attribut que la mitre (coiffe épiscopale) l’identification du saint est incertaine. Saint Eloi, Saint patron des orfèvres, forgerons et maréchaux ferrants, est traditionnellement représenté un marteau à la main. Or, sur la statue, l’objet tenu par l’évêque dans la main gauche a disparu. Celui-ci aurait effectivement pu être un marteau ou une crosse (autre attribut épiscopal)… De nombreux saints chrétiens ont été évêques, ils pourraient donc tout à fait s’agir de quelqu’un d’autre, à commencer par Saint Hubert (mais aucune trace de cerf sur la statue).

Saint Éloi est un saint très populaire dans le monde rural. On le priait notamment pour l’abondance des récoltes. Saint connu de tous grâce à la chanson populaire « le roi Dagobert », reconnu de son vivant pour sa sagesse et son honnêteté, Saint Eloi, l’orfèvre, a été le conseiller de plusieurs rois avant d’être évêque et fondateur de monastères.
- Près de la porte latérale, une intéressante statue de Saint Antoine. Saint Antoine le grand, ermite égyptien du IVe siècle, est reconnaissable à sa longue barbe et sa canne en forme de tau. Le Tau, appelé aussi croix de Saint Antoine, est une lettre grecque (T) choisie par les moines de l’ordre des Antonins comme symbole de pénitence. À ses pieds une bête ressemblant à un bélier représente les tentations du Démon qui assaillaient Antoine au désert pendant sa prière. On remarquera les flammes sculptées qui montent vers le saint. Celles-ci font allusion au « feu de Saint Antoine », dénomination qui regroupaient de nombreuses maladies de peau, dont la lèpre, que l’on confiait dans la prière au saint et au bons soins des Antonins. On dit aussi que ces statues de Saint Antoine étaient des mise en garde pour des personnes qui souhaitaient souiller l’église : le feu de Saint Antoine leur était promis. La statue présente des traces de polychromie.

Un petit bénitier en marbre finement sculpté, en forme de coquille, est encastré près de la porte latérale. Un bénitier en pierre taillée est posé près de l’entrée latérale.
Le chemin de croix est composé d'huiles sur toile du XIXe siècle. Il a été complété par trois photos imprimées sur toile et restauré en 2014. Le chemin de croix est la méditation de la passion du Christ, c’est-à-dire des souffrances que Jésus a endurées jusqu’à sa mort sur la croix. Ce sont les franciscains qui sont à l’origine de cette dévotion au XIIIe siècle. Ce n’est qu’à la fin du XIXe siècle que cette pratique s’est répandue aux églises paroissiales. Lors du Vendredi Saint (commémoration de la mort du Christ) les Chrétiens peuvent ainsi méditer les étapes de la passion en s’arrêtant devant quatorze scènes appelées stations. La quinzième station n’est pas représentée par un tableau, elle se dit devant l’autel (espoir de la Résurrection).

#### Vitraux
Seul le vitrail rond surplombant le maître autel est figuratif, il représente une Vierge à l’enfant. Il a été créé à la fin du XXe siècle par Dominique Cadoret.Les autres vitraux sont constitués de formes géométriques colorées. Ils fonctionnent par paires. Les vitraux de la chapelle de la Vierge sont manquants.
Le Baptistère est situé à l’entrée principale de l’église, sur la droite. C’est une pierre creusée où l’on pouvait baptiser les petits enfants par immersion, c’est-à-dire en les plongeant entièrement dans l’eau. Proche de l’entrée, il signifie que le baptême est accueil du nouveau chrétien dans l’église. De nos jours, le baptême se fait plus volontiers près de l’autel.
La cloche de bronze sous le porche provient de Saint Eutrope, elle est datée de 1572. Elle a été classée le 2 octobre 1942. On peut y lire : « Ihs Maria l'an mil VCLXXII Me Sebastian Pelletier prebtre vicaire Gervais Durand Estienne Berberel Mars pour lors ».
Sur les murs du porche, de nombreux graffitis tracés à main levée par des pèlerins d’un jour.

### Chapelle Saint-Hubert, transept Nord
Aux origines, on venait en pèlerinage dans cette église pour y vénérer saint Hubert, dont un fragment de l'étole était alors présentée. L’église conserve encore de nos jours une relique du saint (morceau d’os). On peut admirer dans cette chapelle un bois sculpté en ronde bosse datant de 1616 et représentant la Vision de saint Hubert (classé le 31 janvier 1938). Il se compose de trois groupes sculptés distincts : le cerf à gauche, tenant dans ses bois un crucifix, assailli par deux chiens de chasse. Saint Hubert au centre, impressionné par cette vision, descendu de son cheval, en prière. Un cavalier et un serviteur à droite, le cavalier sonnant de la corne et retenant le cheval de saint Hubert par la bride. Les personnages de droite sont en retrait et bien plus petits que Saint Hubert, car de moindre importance (ils font partie du décor) créant un léger effet de perspective.
L’ensemble est encadré par deux arbres stylisés sculptés et l’unité de la scène est créée grâce à un fond peint (huile sur bois) où l’on devine un paysage de la forêt des Ardennes. Un chien en mouvement donne vie et relief à ce paysage. En face, au-dessus de l’autel portant les initiales du Saint, une impressionnante huile sur toile de la Vision de saint Hubert par Charles d'Amour, peintre parisien élève d'Ingres (1843). On y voit Saint Hubert agenouillé, en prière devant le cerf portant un crucifix rayonnant dans ses bois, les chiens assis près de leur maître. En fond, le paysage est figuré par un simple rocher. La toile a un peu noirci, mais on peut toujours apprécier le traité particulier de la lumière.
Dans cette chapelle, également une statue en plâtre de Sainte Thérèse de Lisieux.
La chapelle est séparée de la nef par une voûte constituée de deux arcades brisées géminées.

### Chapelle du Sacré Cœur, transept sud (anciennement chapelle de la Vierge)
Il s'agit de la partie la plus ancienne de l’église, on peut y admirer des fresques datées du XIIIe siècle.
Une mise au tombeau, malheureusement amputée lors du percement des jours. La scène reste néanmoins très lisible. Les ocres utilisés sont en très bon état de conservation.
On peut y voir en arrière-plan, en haut à gauche, le Calvaire, hérissé des trois croix, celle de Jésus au centre entourée de celles des deux voleurs, les larrons, crucifiés en même temps que lui. L’échelle qui a permis de déposer le corps est toujours là. Au premier plan, le corps de Jésus est posé sur une pierre tombale. On peut encore voir ses jambes, entourées du linceul blanc. Autour de lui on s’affaire. « Ils prirent donc le corps de Jésus et le lièrent de linges, avec les aromates, selon le mode de sépulture en usage chez les Juifs. » Évangile selon Saint Jean Nicodème est représenté traditionnellement aux pieds de Jésus. Il est reconnaissable à son turban et sa barbe. Près de lui Sainte Marie, la mère de Jésus recouverte de son manteau, puis Sainte Marie Madeleine, reconnaissable au pot de parfum qu’elle tient à la main. À leurs côtés probablement Saint Jean. D’autres disciples devaient être représentés tout autour du corps du Christ.
Tout en haut du pignon, une Annonciation en très bon état de conservation également. À gauche l’archange Gabriel salue Marie, un sceptre à la main, et lui annonce le projet de Dieu : la venue de Jésus. À droite, Marie surprise dans ses lectures pieuses se retourne. Elle accepte de devenir la mère de Jésus. Au centre, légèrement en arrière-plan, un bouquet de lys, fleurs traditionnellement associées à Marie pour signifier sa virginité et sa pureté. Cette scène principale prend place sur un mur de pierres taillées peint en trompe-l'œil. Des arabesques soulignent la voûte en berceau.
Autel du sacré-cœur
La niche principale abritait autrefois la statue de la Vierge à l’enfant présente aujourd’hui dans le chœur. On y voit toujours les initiales AM pour Ave Maria et les traces de sa couronne d’étoiles. De nos jours, c’est une statue du Sacré Cœurqui y prend place. Le Sacré Cœur est une représentation du Christ correspondant à une vision d’une jeune religieuse de la Visitation, Sainte Marguerite-Marie, au XVIIe siècle. Jésus lui montre alors « ce Cœur qui a tant aimé les hommes qu'Il n'a rien épargné jusqu'à s'épuiser et se consumer pour leur témoigner son amour».
Sur l’autel de belles ornementations en laiton représentant des feuilles de vigne et des épis de blé. La vigne et le blé sont le symbole du sang versé et du corps donné par le Christ lors de son sacrifice sur la croix, du vin et du pain partagé lors de l’eucharistie dominicale. La porte du tabernacle est ornée d’un triangle représentant Dieu (Trinité : Père, Fils et Esprit), Il rayonne à travers les nuées.
À gauche de l’autel, une statue en plâtre de la Vierge des douleurs). Elle représente Marie souffrant, le cœur transpercé par la douleur de voir mourir son fils. Marie est priée sous ce vocable par les mères souffrant la perte d’un enfant. Sur le mur on peut apercevoir des trompe- l’œil représentant des niches de couleurs, devant lesquelles devaient être placées à une époque des statues de Saints.
À droite de l’autel une statue de Saint joseph à l’enfant Jésus (appelé aussi Saint Joseph à l’enfant de tendresse). Saint Joseph est représenté tenant Jésus d’un côté et un lys de l’autre. Le lys est un symbole riche de sens. Cette fleur rappelle l’épisode (légendaire) où le prêtre du temple avait choisi Joseph pour époux à Marie car son bâton avait miraculeusement fleuri. Mais le lys est avant tout symbole de chasteté, et sa présence auprès de Joseph rappelle que son mariage avec Marie est resté chaste et qu’il n’est pas le père à proprement parler de Jésus mais qu’il est un père d’adoption.
Cette chapelle accueille aussi une imposante crèche en bois qui retrouve ses santons du début du XXe siècle au moment de Noël. Près de la porte de la sacristie, un confessionnal. Cet isoloir permettait aux fidèles de faire pénitence et demander à Dieu, à travers le prêtre, la grâce du pardon. C’est un lieu de sacrement.
Au-dessus, une grande huile sur toile de la vierge Marie enfant entourée de ses parents. La scène est tendre, on y voit la petite Marie écouter les enseignements de sa mère, la pieuse Sainte Anne, représentée assise un livre à la main. Saint Joachim est représenté en retrait. Anne et Joachim sont âgés car ils vécurent l’épreuve de la stérilité avant d’obtenir la grâce de devenir parents dans leur vieillesse.

### Sol
Le sol est constitué en majorité de simples tomettes de terre cuite, tardives. En effet au Moyen Âge le sol des églises était en terre battue. Mais on y trouve aussi d’intéressantes pierres tombales médiévales gravées. Le fait de pouvoir être inhumé dans une église, de reposer au plus près de Dieu était, dans l’imaginaire médiéval, un véritable privilège qui n’était accordé qu’à la noblesse et au haut clergé. La pierre tombale du Chevalier Jehan de Chaintreaux (mort à la fin du XIIIe ou au début du XIVe siècle) témoigne de cette coutume. Sur la pierre usée par le passage des fidèles, on peut encore deviner le chevalier figuré en armes. Son effigie s’inscrit dans un élément d’architecture gothique très travaillé : un gâble (forme architecturale triangulaire) à crochets, surmontant un petit quadrilobe, et une arcature trilobée reposent sur des colonnes terminées par des chapiteaux au décor végétal recourbé en volute.
Sur les pentes du gâble, deux anges thuriféraires se font face et encensent le corps du chevalier pour faire monter son âme au Ciel. Un fragment de pierre tombale au décor identique est conservé au musée national de Moyen Age. Les corps des différents nobles qui reposaient dans l’église furent déterrés à la Révolution française, les pierres tombales brisées et les écus grattés comme ce fut souvent le cas à l’époque. Dans une volonté de remise à plat de la société par l’égalité des droits, on voulait effacer jusqu’au souvenir de la noblesse (on appelle ce genre de pratique qui remonte à l’Antiquité la « damnatio memoriae »). Cette pierre a été classée en 1982.

### Murs
Les murs de l’église sont décorés de plusieurs fresques.On peut apercevoir notamment, à plusieurs endroits de l’église les restes d'une litre funéraire datant de la fin du XVIIe siècle. Il s’agit ici de traces de bandes noires et de blasons bien lisibles portant les armes d'Antoine Philibert de Torcy et de son épouse Marie Françoise Élisabeth de l'Hôpital, seigneurs d’Égreville et du pays. La litre fut peinte lors du décès de celle-ci en 1694. La même litre est visible dans l’église Saint Jean-Baptiste de Chevry-sous-Bignon.
La litre est une ornementation provisoire qui était réalisée à l'occasion des funérailles d'un seigneur. Le plus souvent il s’agissait d’une bande d'étoffe de couleur noire ou plus rarement, comme ici, d’une bande peinte sur les murs de l'église où se déroulait l’enterrement. Cette bande noire, symbole du deuil, était placée en hauteur et soutenait des représentations du défunt ou ses armoiries. Peu de litres sont encore visibles de nos jours du fait de leur caractère provisoire. Celles encore visibles lors de la Révolution, furent effacées méthodiquement par le peuple, soit par grattage, soit par badigeon. En effet le droit de litre était lui aussi un privilège, aboli par les Révolutionnaires car symbole insupportable de la puissance des seigneurs.

### Paramentique
Dans les chapelles latérales, trois vitrines présentent les riches vêtements liturgiques de la paroisse tombés en désuétude après le concile Vatican II (1965) qui simplifia la liturgie et l’épura du décorum superflu. Parmi ces vêtements, une rare chape en soie brodée à fleurs du XVIIIe siècle, classée. D’autres vêtements anciens sont conservés dans la sacristie